# Igor Oprea
Igor Oprea (Kisinyov, 1969. október 5. –) válogatott moldáv labdarúgó, középpályás, edző.

## Pályafutása

### Klubcsapatban
1988-ban a Zarja Belci labdarúgója volt. 1991 és 1996 között a Tiligul Tiraspol, 1996 és 2002 között a Zimbru Chișinău csapatában szerepelt. 2002–03-ban az ukrán Csornomorec Odesza játékosa volt. 2003–04-ben a Zimbruban fejezte be az aktív labdarúgást. A Tiligullal háromszoros moldáv kupagyőztes volt. Aa Zimbruval négy-négy bajnoki címet és kupagyőzelmet ért el.

### A válogatottban
1992 és 2001 között 44 alkalommal szerepelt a moldáv válogatottban és négy gólt szerzett.

### Edzőként
2004-ben a Zimbru Chișinău második csapatának az edzőjeként debütált a kispadon. 2004–05-ben a Rapid Ghidighici vezetőedzője volt. 2005 és 2007 között a moldáv U21-es válogatott másodedzője, 2006–07-ben az U19-es válogatott vezetőedzője volt.
2009–10-ben a Milsami Orhei, 2011-ben a Zimbru Chișinău szakmai munkáját irányította.

## Sikerei, díjai
Tiligul Tiraspol
- Moldáv bajnokság
  - 2. (4): 1992, 1992–93, 1993–94, 1994–95
- Moldáv kupa
  - győztes (3): 1993, 1994, 1995
  - döntős (2): 1992, 1996

 Zimbru Chișinău
- Moldáv bajnokság
  - bajnok (4): 1995–96, 1997–98, 1998–99, 1999–00
  - 2. (3): 1996–97, 2000–01, 2002–03
- Moldáv kupa
  - győztes (4): 1997, 1998, 2003, 2004
  - döntős: 2000

 Csornomorec Odesza
- Ukrán bajnokság
  - 2.: 2001–02